# Royal Rumble (1993)
Royal Rumble (1993) — шестое в истории рестлинг-шоу Royal Rumble, организованное World Wrestling Federation (WWF, ныне WWE). Оно состоялось 24 января 1993 года в Сакраменто, Калифорния на «АРКО Арене».
Главным событием стал матч «Королевская битва» 1993 года. Его выиграл Ёкодзуна, который получил матч за звание чемпиона мира WWF в тяжёлом весе на WrestleMania IX.

## Результаты
| №  | Матч                                                                 | Тип матча                                                  | Время   |
| -- | -------------------------------------------------------------------- | ---------------------------------------------------------- | ------- |
| 1D | Клоун Доинк победил Джима Пауэрса                                    | Одиночный матч                                             | 5:57    |
| 2  | Братья Штайнеры (Скотт и Рик) победили Братьев Беверли (Блэйк и Бью) | Командный матч                                             | 10:44   |
| 3  | Шон Майклз (с) (с Сенсационной Шерри) победил Марти Джанетти         | Одиночный матч за титул интерконтинентального чемпиона WWF | 14:19   |
| 4  | Бам Бам Бигелоу победил Большого Босса                               | Одиночный матч                                             | 10:08   |
| 5  | Брет «Хитман» Харт (с) победил Рейзора Рамона                        | Одиночный матч за титул чемпиона WWF                       | 17:58   |
| 6  | Ёкодзуна выиграл «Королевскую битву»                                 | Матч «Королевская битва» 30-ти рестлеров                   | 1:06:33 |

### Матч «Королевская битва»
Рестлеры выходили каждые 2 минуты.
| Рестлер | Рестлер                 | Кем выбит | Кем выбит                                                     | Время   |
| ------- | ----------------------- | --------- | ------------------------------------------------------------- | ------- |
| 1       | Рик Флэр                | 4         | Мистером Перфектом                                            | 18:39   |
| 2       | Боб Бэклунд             | 28        | Йокозуной                                                     | 1:01:11 |
| 3       | Папа Шанго              | 1         | Риком Флэром                                                  | 0:35    |
| 4       | Тед Дибиаси             | 13        | Гробовщиком                                                   | 25:02   |
| 5       | Брайан Нобс             | 2         | Тедом Дибиаси                                                 | 3:02    |
| 6       | Вирджил                 | 7         | Берсеркером                                                   | 17:14   |
| 7       | Джерри «Король» Лоулер  | 6         | Мистером Перфектом                                            | 14:48   |
| 8       | Макс Мун                | 3         | Джерри Лоулером                                               | 2:04    |
| 9       | Гэнъитиро Тэнрю         | 10        | Гробовщиком                                                   | 13:24   |
| 10      | Мистер Перфект          | 8         | Джерри Лоулером (нелегально), Коко Би. Вэйром и Тедом Дибиаси | 9:22    |
| 11      | Скиннер                 | 5         | Мистером Перфектом                                            | 4:22    |
| 12      | Коко Би. Вэйр           | 11        | Тедом Дибиаси                                                 | 8:38    |
| 13      | Саму                    | 9         | Гробовщиком                                                   | 4:58    |
| 14      | Берсеркер               | 14        | Гробовщиком                                                   | 5:32    |
| 15      | Гробовщик               | 15        | Гигантом Гонзалесом (не участвовавшим в матче)                | 4:39    |
| 16      | Терри Тэйлор            | 12        | Тедом Дибиаси                                                 | 0:32    |
| 17      | Демиан Дементо          | 17        | Карлосом Колоном                                              | 15:40   |
| 18      | Ирвин Р. Шистер         | 19        | Землетрясением                                                | 17:10   |
| 19      | Татанка                 | 20        | Йокозуной                                                     | 17:40   |
| 20      | Джерри Сагс             | 24        | Оуэном Хартом                                                 | 21:54   |
| 21      | Тайфун                  | 16        | Землетрясением                                                | 5:18    |
| 22      | Фату                    | 18        | Бобом Бэклундом                                               | 6:43    |
| 23      | Землетрясение           | 22        | Йокозуной                                                     | 11:14   |
| 24      | Карлос Колон            | 21        | Йокозуной                                                     | 7:33    |
| 25      | Тито Сантана            | 23        | Йокозуной                                                     | 11:07   |
| 26      | Рик Мартел              | 27        | Бобом Бэклундом                                               | 11:28   |
| 27      | Ёкодзуна                | -         | ПОБЕДИТЕЛЬ                                                    | 15:29   |
| 28      | Оуэн Харт               | 25        | Йокозуной                                                     | 5:44    |
| 29      | Репо Мэн                | 26        | «Мачо Мэном» Рэнди Сэведжом                                   | 3:42    |
| 30      | «Мачо Мэн» Рэнди Сэведж | 29        | Йокозуной                                                     | 9:12    |

## Остальные
| Комментаторы - Бобби «Мозг» Хинан - Горилла Монсун Судьи - Джон Бинелла - Дэнни Дэвис - Джек Доан - Эрл Хебнер - Джо Марелла | Интервьюеры - Джин Окерлунд - Раймон Роже Так же - Говард Финкель — Аннонсер |